# Matemaks
Matemaks, właśc. Michał Budzyński – polski matematyk i youtuber, twórca serwisu matemaks.pl i jeden z najpopularniejszych polskich youtuberów popularnonaukowych.

## Życiorys
W czerwcu 2011 roku uzyskał tytuł magistra na Wydziale Matematyki, Informatyki i Mechaniki Uniwersytetu Warszawskiego, ukończył także przedmioty pedagogiczne uprawniające do nauczania w szkole. W tym samym roku zarejestrował przedsiębiorstwo Matemaks.
Od 2010 roku prowadzi serwis matemaks.pl, na którym opracowuje materiały i zadania związane z nauką matematyki. Serwis prowadzi naukę na poziomie szkoły średniej, matury oraz studiów. W 2014 roku jego strona internetowa była dziennie odwiedzana przez 30 tysięcy użytkowników, liczba ta zwiększa się jednak znacząco w okresie m.in. przed egzaminem maturalnym. W związku z popularnością jego strony wśród uczniów, Matemaks określany jest często „bogiem maturzystów”, stał się także bohaterem memów internetowych.
W 2011 roku został laureatem Medalu Filca przyznawanego przez Szkołę Matematyki Poglądowej.